# Friedrich Wilhelm I. (Schleswig-Holstein-Sonderburg-Beck)
Friedrich Wilhelm I. von Schleswig-Holstein-Sonderburg-Beck (* 2. Mai 1682; † 26. Juni 1719 bei Francavilla di Sicilia)  war seit 1689 der dritte Herzog aus der Oldenburgischen Nebenlinie Schleswig-Holstein-Sonderburg-Beck.

## Leben
Seine Eltern waren August (1652–1689) und Hedwig Luise, Gräfin zur Lippe-Alverdissen (1650–1731).
Er war zunächst in preußischen Diensten, wo er bis zum Oberstleutnant aufstieg. Im Jahr 1702 bekam er eine Kompanie beim Markgrafen Albrecht und trat in kaiserlicher Dienste. Im Juni 1706 wurde er dort zum Oberst ernannt.
Er wechselte 1706 den Glauben und wurde noch Feldmarschall der kaiserlichen Armee. Er verkaufte auch das Stammhaus Beck an Friedrich Wilhelm, den Sohn seines Onkels Friedrich Ludwig.
Er fiel 1719 in der Schlacht bei Francavilla auf Sizilien.

## Familie
Er heiratete am 8. Februar 1708 Marie Antonie Josefa Isnardi di Castello di Sanfre (* 8. Dezember 1682; † 18. Februar 1762), eine Tochter des kurbayrischen Generals und Grafen Anton Emanuel Isnardi di Castello di Sanfre. Das Paar hatte mehrere Kinder, von den aber nur zwei Töchter erwachsen wurden.
- Maria Anna Leopoldine (* 2. August 1717; † 7. Februar 1789) heiratete 1735 Manuel de Sousa e Calharis (1705–1759), königlich portugiesischer Hauptmann der Garde und begründete die Familie de Sousa Holstein;
- Johanna Amalie (* 3. Dezember 1719; † 30. Oktober 1774) heiratete 1740 den Hofbaudirektor Emanuel Silva-Tarouca.